# Den Spanske Trappe (Kolding)
Den spanske trappe er oprettet 1973 i Kolding, og er beliggende i den øverste del af Slotsgade op mod Koldinghus og skaber en passage til gågaderne.
Denne del af Slotsgade blev tidligere kaldt Koldings Wall Street, fordi Kolding Folkebank lå på den ene side af passagen og Sparekassen Kolding på den anden side. Det var også den første gade, der blev asfalteret. Bag ved Kolding Folkebank, blev der i 1921 bygget et hus. Det var Dansk Kvindesamfund, der oprettede Kvindernes Hus, som dog senere blev overtaget overtaget af banken i 1960'erne og derefter nedrevet.
I 1973, sløfede man asfalten og lavede man en ny trappebelægning mellem de to banker og disse trapper fik straks betegnelsen ”Den spanske trappe”. Her blev der også opstillet kunst. Det var Gunnar Westmanns, Paraplygruppe, som blev anbragt i et firkantet vandbassin og med rindende vand. Yderligere kunst kom til i 1975. Det var skulpturen Abessinieren af Johannes Bjerg, som blev købt af Kolding Kommune. Johs. Bjerg er født i Ødis og var lokalkendt. Skulpturen er udført 1914-15. 
I 1981 bekostede Bikuben, i anledning af Sparekassen Koldings 125 års jubilæum, en nyudførelse af trappen. Dette arbejde blev udført af Tegnestuen Mejeriet. I september 1995 indviedes Lin Utzons udsmykning af Den spanske trappe, finansieret af Lisbeth Petersens fond, som har givet 1 mio. kr. til projektet.